# Picton (Nuova Zelanda)
Picton, in Māori: Waitohi, è una città della regione di Marlborough, nell'Isola del Sud. Si trova vicino allo stretto di Queen Charlotte, a 25 km da Blenheim e a 65 km da Wellington. Waikawa è a nord-est di Picton, e ne è a volte considerata una parte integrante.
Picton è un centro importante nella rete dei trasporti della Nuova Zelanda, in quanto collega la rete ferroviaria e stradale dell'Isola del Sud attraverso lo Stretto di Cook a Wellington e all'Isola del Nord. Ha una popolazione di 4350 persone, rendendolo il secondo centro abitato più grande della regione di Marlborough.

## Origine del nome
La cittadina prende il nome da Thomas Picton, generale gallese che morì nella Battaglia di Waterloo.
L'autrice Katherine Mansfield trascorse del tempo a Picton, dato che i suoi nonni, Arthur and Mary Beauchamp, e suo padre Harold, vi erano vissuti per un po' quando erano arrivati dall'Australia. Mansfield incluse un riferimento alla cittadina nella sua breve storia The Voyage.

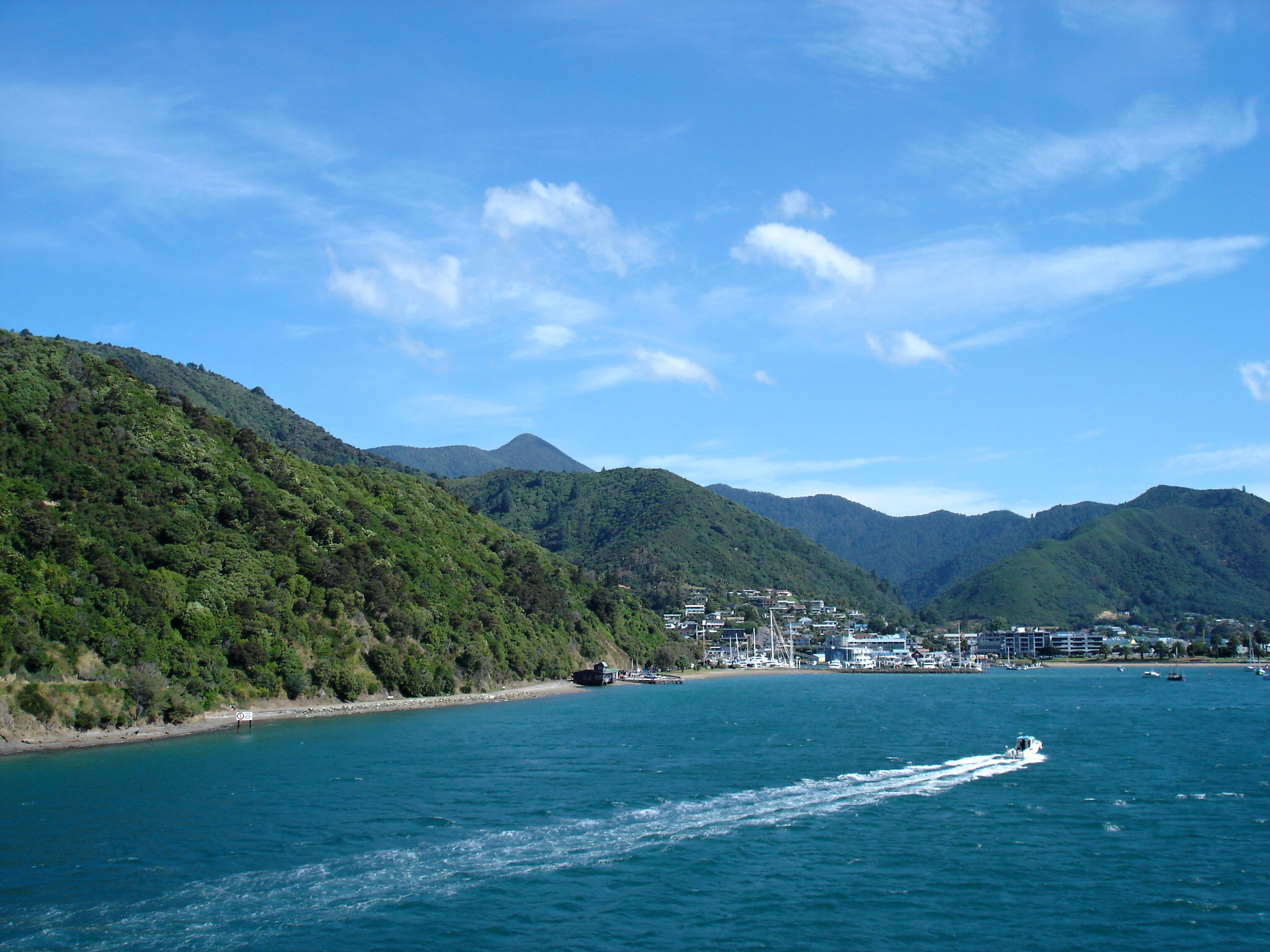
Veduta di Picton

## Monumenti e luoghi d'interesse
La cittadina è solitamente il punto d'inizio dei viaggi verso lo Stretto di Marlborough. Alcune possibili attività sono la pesca, il trekking, e l'immersione subacquea. Un punto popolare per l'immersione è il relitto lungo 177m della vecchia nave da crociera MS Mikhali Lermontov, che oggi si trova presso Port Gore, a 37 metri di profondità.
Altri punti d'immersione sono: la Fish Reserve, il relitto di Koi, e la Riserva Marina di Long Island.

## Infrastrutture e trasporti
La Main North railway line e la New Zealand State Highway 1 passano per Picton e vanno verso Blenheim, Kaikoura, e Christchurch.